# Organo della basilica di Santa Maria di Collemaggio

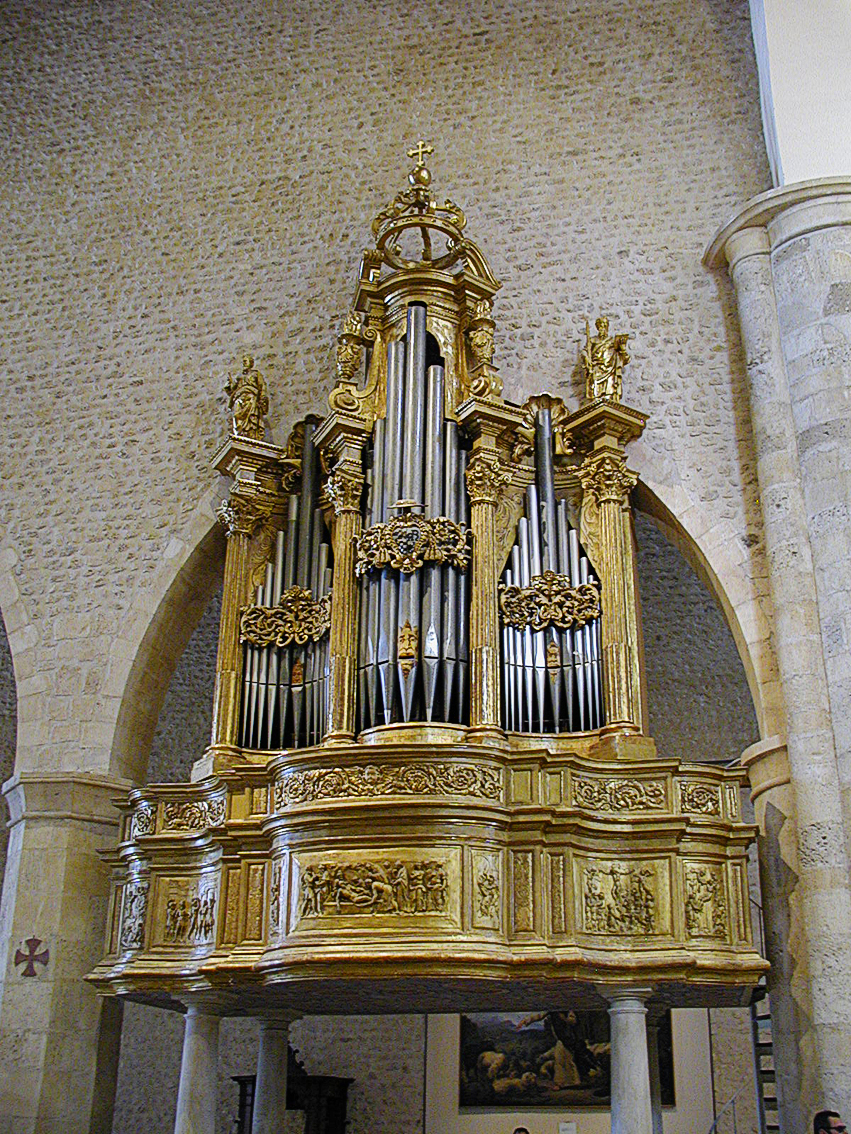
L'organo a canne prima del terremoto del 2009

L'organo della basilica di Santa Maria di Collemaggio è un pregevole organo a canne storico; rimasto distrutto nei crolli causati dal terremoto dell'Aquila del 2009, successivamente sono state ripristinate la cantoria e la cassa, ma non la parte fonica.

## Storia
Lo strumento venne costruito da un organaro anonimo tra la fine del XVII secolo e l'inizio del XVIII secolo. Secondo alcune ipotesi, il costruttore fu il leonessano Luca Neri, che lo realizzò nella seconda metà del XVII secolo per un'altra chiesa; lo strumento, poi sarebbe stato trasportato nella basilica di Collemaggio dopo il terremoto del 1703: sulla cassa, infatti, era riportato l'anno 1706; tuttavia, qualora essa rappresentasse non tanto l'anno di spostamento nella nuova sede, bensì l'anno di completamento dell'organo, lo strumento sarebbe difficilmente attribuibile a Luca Neri, che era nato nel 1594. Nel corso dei secoli XVIII e XIX lo strumento subì una serie di modifiche che ne alterarono in parte le caratteristiche originarie; all'interno dell'organo erano conservate alcune iscrizioni con i nomi degli organari che intervennero sullo strumento, tra i quali Nicola Cavarelli nel 1782, Filippo Annone nel 1802, Andrea Fedri nel 1863 e nel 1881.
Nel corso dei restauri della basilica condotti da Mario Moretti nel 1969 e il 1973 e finalizzati a riportare l'edificio ad uno stile simile a quello originario, l'organo e la cantoria vennero trasferiti nell'ultimo tratto della navata laterale di destra, a ridosso della parete esterna. Nel 1999 l'organo fu oggetto di un completo intervento di restauro, sia al materiale fonico, sia alla parte decorativa (cassa e cantoria): del primo si è occupato l'organaro Riccardo Lorenzini di Montemurlo, mentre della seconda la ditta Anna Lippi di Viareggio. Lo strumento, riportato nella sua collocazione originaria, ovvero sotto l'ultima arcata di sinistra della navata maggiore, fu inaugurato con un concerto da Ton Koopman.
Le scosse del terremoto del 2009 hanno causato il crollo della parte terminale della navata della basilica di Santa Maria di Collemaggio, a causa del quale l'organo a canne è andato distrutto. Tra il 4 e l'11 agosto dello stesso anno, a cura della Legambiente, sono state recuperate le parti superstiti dello strumento, tra le quali il somiere, elementi della cassa e della cantoria e alcune canne.
Dopo complessi lavori di restauro della cassa e della cantoria con la ricostruzione delle parti mancanti, quest'ultime sono state rimontate in basilica a partire dal 13 luglio 2018, prive della parte fonica.

## Descrizione
Lo strumento è collocato sopra un'apposita cantoria lignea sorretta da quattro colonne tuscaniche in marmo, il cui parapetto è decorato con bassorilievi con Scene della vita di Cristo ed intagli, probabilmente provenienti da un altare del XVI secolo.
La cassa, in stile con la cantoria, presenta un prospetto tripartito da colonne corinzie scanalate; i due campi laterali ospitavano ciascuno 11 canne in stagno di registro principale con bocche a mitria disposte a cuspide, mentre il campo centrale ospitava 7 canne di principale dello stesso materiale disposte a cuspide, con la canna centrale alta 12'. La cassa terminava in alto con le statue di San Pietro (a sinistra) e di San Paolo (a destra) e con una corona (al centro).
La consolle, a finestra, aveva un'unica tastiera di 54 note (Fa-1-Do5, senza Fa#-1 e Sol#-1) e pedaliera a leggio di 14 note (Fa-1-Sol#1) costantemente unita al manuale. I comandi dei registri, posti in unica colonna verticale alla destra del manuale, erano costituiti da manette a scorrimento orizzontale che sostituivano probabilmente gli originari a pomello.
Il somiere, in legno di noce, era a tiro e l'organo era alimentato da quattro mantici a cuneo. La trasmissione era integralmente meccanica sospesa, e il temperamento mesotonico del quarto di comma, con il corista del la a 396,5 Hz alla temperatura di 3 °C.
Di seguito, la disposizione fonica dello strumento:
| Manuale            |             |
| Principale basso   | 12'         |
| Principale primo   | 12'         |
| Principale secondo | 12' Soprani |
| Ottava             | 6'          |
| Quintadecima       | 3'          |
| Decimanona         |             |
| Vigesimaseconda    |             |
| Vigesimasesta      |             |
| Vigesimanona       |             |
| Trigesimaterza     |             |
| Flauto in V        |             |
| Flauto in VIII     | 6'          |
| Tromboni           | 12'         |
| Usignoli           |             |